# Таганчанська сільська громада
Таганчанська сільська об'єднана територіальна громада — колишня об'єднана територіальна громада в Україні, в Канівському районі Черкаської області. Адміністративний центр — село Таганча.
Площа громади — 243,7 км², населення — 2580 мешканців (2018).
Утворена 15 серпня 2018 року шляхом об'єднання Мельниківської та Таганчанської сільських рад Канівського району.
12 червня 2020 року громада ліквідована, Мельниківська та Таганчанська сільські ради увійшли до складу Степанецької ОТГ.

## Населені пункти
У складі громади 4 села: Голяки, Мельники, Поташня, Таганча.